# Batalha de B'ir Kora
A Batalha de B'ir Kora foi um combate militar durante a Guerra dos Toyota, travada entre o exército líbio e o exército chadiano na manhã de 19 de março de 1987. No decorrer da batalha os chadianos cercarem e destruírem várias unidades líbias.

## Histórico

### Contexto
Após anos de conflito entre a Líbia e o Chade sobre a Faixa de Aozou, em 1983 o exército líbio organizou uma força expedicionária e ocupou o norte do Chade. Os líbios realizaram operações de apoio a vários grupos insurgentes que lutavam contra o governo chadiano de Hissène Habré. As forças líbias no Chade tinham uma vantagem material e aérea significativa sobre o exército chadiano, mas em 1986 perderam o apoio dos rebeldes chadianos que deveriam apoiar.
No início de 1987, as forças expedicionárias líbias continuaram a ocupar posições estratégicas no Saara chadiano. No entanto, em 2 de janeiro do mesmo ano, um exército chadiano pró-governo (FANT) atacou uma força líbia guarnecida na cidade de Fada durante a Batalha de Fada. A batalha é uma vitória chadiana e leva os chadianos a avançar ainda mais no território controlado pela Líbia. A derrota em Fada leva o exército líbio a lançar uma série de ataques aéreos no Chade central, ataques que por sua vez levam o governo francês (que apoia o governo chadiano) a bombardear alvos líbios no Chade. A chegada da Força Aérea Francesa ao Chade efetivamente nega a capacidade da Força Aérea Líbia de conduzir operações de combate contra o FANT, dando à organização uma janela de oportunidade para atacar as posições líbias sem medo do poder aéreo líbio.

### Batalha

#### Primeiro confronto
No início de março, comandantes chadianos liderados por Hassan Djamous decidiram que as forças expedicionárias líbias deviam ser reduzidas antes que os líbios pudessem ser expulsos do Chade. Para isso, foi decidido que as defesas chadianas em torno de Fada seriam deliberadamente enfraquecidas, esperando que essa redução fosse detectada e que os líbios lançassem um contra-ataque para retomar a cidade. As forças chadianas também estavam lançando uma série de ataques a posições líbias em Ouadi Doum, onde os líbios estabeleceram uma base aérea.
Em meados de março, o exército líbio organizou uma força-tarefa de 1.500 homens e avançou contra Fada. No entanto, na noite de 18 de março, os líbios foram cercados por várias unidades chadianas perto de B'ir Kora. Quando o ataque chadiano começou na madrugada do dia 19, os líbios não conseguiram manter o perímetro de seu acampamento contra os chadianos altamente móveis. Para expulsar os líbios de suas posições defensivas, os chadianos lançaram um ataque diversionista contra um segmento das defesas líbias, enquanto também preparavam um ataque muito maior voltado para o lado oposto da linha líbia. O desvio funciona e, quando os líbios comprometem suas reservas para enfrentar a finta chadiana, a principal força chadiana pode penetrar na retaguarda do acampamento líbio e causar estragos. As defesas líbias rapidamente desmoronaram, resultando na destruição da força líbia.

#### Segundo confronto
Como a força líbia inicial foi destruída pela emboscada das forças chadianas, os líbios cercados conseguiram solicitar reforços de Ouadi Doum. Esses pedidos são atendidos pelo comandante líbio em Ouadi Doum, que despacha um segundo grupo para socorrer os primeiros sitiados. No entanto, quando a força de socorro foi enviada, a primeira força líbia já estava destruída e, enquanto isso, os chadianos começaram a planejar uma segunda emboscada. Assim como aconteceu com a primeira força, os chadianos atacaram e invadiram a força de socorro líbia 19 quilômetros ao norte de B'ir Kora em 20 de março.

#### Perdas
A luta em B'ir Kora causou pesadas perdas para o exército líbio; a força-tarefa inicial e a força de socorro estavam quase exterminadas. No total, o exército líbio perdeu 800 homens e 86 tanques, e foram capturados 13 tanques.

### Consequências
A vitória chadiana em B'ir Kora abriu caminho para a força chadiana e outras forças pró-governo lançarem novos ataques contra posições do exército líbio no norte do Chade. Esses conflitos, conhecidos coletivamente como a Guerra da Toyota, continuaram até setembro de 1987 e resultaram na retirada de soldados líbios do norte do Chade.